# 순환로 (안산시)
순환로 (Sunhwan-ro)는 경기도 안산시 상록구 선부동 도일삼거리에서 상록구 부곡동 정재초교사거리를 잇는 도로이다.

## 주요 경유지
경기도
- 안산시 상록구 (월피동, 부곡동)
- 안산시 단원구 (와동, 선부동)

## 노선 경로
| 이름               | 접속 노선                     | 경유지         | 경유지         | 경유지         | 비고           |
| 군자로 와 직결     | 군자로 와 직결                | 군자로 와 직결 | 군자로 와 직결 | 군자로 와 직결 | 군자로 와 직결 |
| ------------------ | ----------------------------- | -------------- | -------------- | -------------- | -------------- |
| 도일사거리         | 국도 제39호선 (산단로) 군자로 | 안산시         | 상록구         | 선부동         |                |
| 경일고교사거리     | 석수로                        | 안산시         | 상록구         | 선부동         |                |
| 선부교차로         | 선삼로                        | 안산시         | 상록구         | 선부동         |                |
| 순환로달미길사거리 | 달미로                        | 안산시         | 상록구         | 선부동         |                |
| 화정8교사거리      | 금화로 화정천서로             | 안산시         | 상록구         | 와동           |                |
| 화정팔교           |                               | 안산시         | 상록구         | 와동           |                |
| (이름없음)         | 화정천동로                    | 안산시         | 상록구         | 와동           |                |
| 면허시험장사거리   | 선부로                        | 안산시         | 상록구         | 와동           |                |
| 공원묘지삼거리     | 가루개로                      | 안산시         | 상록구         | 와동           |                |
| 안산IC입구삼거리   | 안산천서로 가루개로           | 안산시         | 상록구         | 월피동         |                |
| 안산2교            |                               | 안산시         | 상록구         | 월피동         |                |
| 월피길사거리       | 월피로                        | 안산시         | 상록구         | 월피동         |                |
| 정재초교사거리     | 국도 제42호선 (수인로)        | 안산시         | 상록구         | 부곡동         |                |

## 주요건물및 시설
- GS칼텍스 대상주유소 (경기도 안산시 단원구 순환로 157)
- S-OIL 칠오와동주유소 (경기도 안산시 단원구 순환로 375)
- 광덕고등학교 (경기도 안산시 상록구 순환로 532)